# Tirone E. David
Tirone Esperidião David, OC, OOnt, FRCS (Ribeirão Claro, 20 novembro de 1944) é um cirurgião cardíaco brasileiro e professor da Universidade de Toronto radicado no Canadá. Filho de imigrantes sírios e italianos, é cirurgião cardíaco no Peter Munk Cardiac Centre, do Toronto General Hospital. Dr. David é conhecido por ter desenvolvido inúmeros procedimentos cirúrgicos para tratar pacientes com doença orovalvar e aneurisma de aorta. Ele desenvolveu uma operação, geralmente chamada de "técnica de David", para preservar a valva aórtica em pacientes com aneurisma de raiz da aorta, como pode ocorrer em portadores da síndrome de Marfan. Foi membro da American Association for Thoracic Surgery por muitos anos, tornando-se seu presidente em 2005.
Nascido em Ribeirão Claro, no Paraná, graduou-se em Medicina pela Universidade Federal do Paraná, em 1968. Realizou treinamento em cirurgia no Downstate Medical Center, da State Universisty of New York, e na Cleveland Clinic, em Cleveland, e em cirurgia cardíaca e torácica na Universidade de Toronto. Passou a fazer parte do apoio acadêmico do Toronto General Hospital em julho de 1978. Foi chefe da cirurgia cardiovascular do Toronto Western Hospital de 1980 até 1989 e do Toronto General Hospital de 1989 até 2011. Em 2004, foi escolhido University Professor, o maior grau concedido pela Universidade de Toronto aos seus professores.
Dr. David recebeu inúmeros prêmios. Em 1993, foi eleito membro da Ordem de Ontário e, em 1996, da Ordem do Canadá.